# 大都督
大都督，亦稱都督中外诸軍事，中國古代武官，為全國最高之軍事统帥。一品，不常置，屬加官。加此官者，頒予黄钺以節制持節將軍等高级将领。

## 歷史
漢朝末年始有此稱。三國時期，曹魏、東吳皆設有此職，官一品，屬加官。元代之大都督府大都督，則专领“钦察亲军”。明朝吴元年（1367），罷從一品大都督，以正一品左右都督為長官。洪武十三年（1380年）相當於明太祖廢除丞相制度之同時，遭廢除，並改為中軍、左軍、右軍、前軍、後軍等五軍都督府。
辛亥革命時期的中華民國中央軍政府大都督，黎元洪曾擔任此官。